# Hans Weiß (Maler, 1914)
Hans Weiß (* 23. Dezember 1914 in Aue; † 6. Februar 1984 ebenda) war ein deutscher Grafiker und Kunstmaler. Zur Unterscheidung von anderen Künstlern dieses Namens nannte er sich auch Hans Weiß-Aue.

## Leben und Werke
Weiß machte nach dem Besuch der Grundschule in Aue von 1929 bis 1933 eine Ausbildung zum Musterzeichner an der Staatlichen Zeichenschule für Textilindustrie in Schneeberg, der er später als Dozent und Direktor vorstand.
Er erhielt zunächst eine Arbeitsstelle als Musterzeichner in Falkenstein/Vogtl. Später war er in Zwickau, Leipzig und Chemnitz tätig.
Ab 1945 arbeitete er als freischaffender Maler in Aue. Daneben war er Lehrer für Kunsterziehung an der Volkshochschule in Aue und an der Berufsschule in Zwickau. 1951 ging er dann nach Schneeberg.
Im Herbst 1945 gehörte er zu den Organisatoren und neben Ernst Hecker, Emil Teubner und den Laienkünstlern Kurt Teubner, Otto und Paul Brandt zu den Teilnehmern der Kunstausstellung Befreite Kunst im Logenhaus in Aue. Im November 1945 zählte er zu den Gründungsmitgliedern der Ortsgruppe des Kulturbundes. Er war Mitglied des Verbands Bildender Künstler der DDR.
Weiß  gehörte zu den Meistern, die die Erzgebirgslandschaften im Bild festhielten und dazu zahlreiche Studien direkt in der Natur vornahmen. So entstanden vor allen Dingen zahlreiche Holzschnitte, die in mehreren Ausstellungen der Öffentlichkeit vorgestellt wurden oder abgedruckt worden sind.
Ab 1973 nutzte Weiß zusammen mit anderen einheimischen Künstlern wie Kurt Teubner, Ernst Hecker oder Helmut Humann einen Ausstellungspavillon Bildende Kunst am Altmarkt, wo er seine Aquarelle und Holzschnitte auch zum Verkauf anbieten konnte. Ab 1993 erhielt die Kunstgalerie ein ausgebautes Erdgeschoss in der Alfred-Brodauf-Straße.
Werke von Hans Weiß befinden sich u. a. in der Sammlung Erzgebirgische Landschaftskunst.

## Ausstellungen (unvollständig)
- 1947/1948: Freiberg, Stadt- und Bergbaumuseum (Sonderausstellung mit Alexander Neroslow, Martin Ritter und Rupprecht von Vegesack)[3]
- 1947: Freiberg, Stadt- und Bergbaumuseum ("2. Ausstellung Erzgebirgischer Künstler")[4]
- 1948: Freiberg, Stadt- und Bergbaumuseum („3. Ausstellung Erzgebirgischer Künstler“)[5]
- 1949: Glauchau, Stadt- und Heimatmuseum („Frühjahrs-Kunstausstellung 1949“) des Zwickauer Künstlerkreises
- 1979: Karl-Marx-Stadt, Bezirkskunstausstellung

## Werke (Auswahl)
- Waldweg (Aquarell)[6]

- Erzgebirgisches Hochmoor (Aquarell)[7]

- Enge Gasse in Freiberg (Aquarell)[8]